# Lista di fatwā
In questa pagina sono elencate le fatwā, risposte fornite a un qāḍī, giudice musulmano, da un giurisperito (faqīh) su un quesito presentatogli per sapere se una data fattispecie sia regolamentata dalla Sharīʿa e quali siano le modalità per applicarne il disposto. In questo caso il faqīh viene detto Muftī.

## Fatwā sulla teologia
- Fatwa di al-Azhar 6 luglio 1959 ha riconosciuto la plurisecolare e mai contestata diversità dei madhhab sciiti da quelli sunniti:

"Il fiqh giafarita è la scuola giuridica cui si riferisce lo Sciismo, così come quella hanafita, malikita, sciafeita e hanbalita sono i madhhab cui si riferiscono i sunniti.

## Fatwā contro produzione, stoccaggio ed uso di armi nucleari
Il 9 agosto 2005 l'Ayatollah Ali Khamenei ha emesso una fatwā che vieta la produzione, lo stoccaggio e l'uso di armi nucleari. Il testo fu pubblicato come dichiarazione ufficiale dell'incontro dell'Agenzia internazionale per l'energia atomica (IAEA) in Vienna.

## Fatwā che istigano alla violenza contro singoli individui
Diverse sono le fatwā emesse contro individui.

### Hashem Aghajari
Hashem Aghajari, storico, accademico e giornalista iraniano è colpito da una fatwā a causa di un discorso pronunciato il 19 giugno 2002 in cui espresse idee fortemente critiche verso il clero sciita del suo paese ed il fondamentalismo islamico: attraverso il pensiero di Shari'ati auspicava una riforma dell'Islam sul modello del protestantesimo cristiano e che i religiosi non ricoprissero più il ruolo di mediatori tra Dio e i suoi fedeli. Condannato alla pena capitale il 6 novembre 2002, per le proteste di solidarietà espresse da più parti la pena è commutata in otto anni di carcere duro (era la pena accessoria) che poi viene annullata il 31 luglio 2004 in sede di revisione processuale.
.

### Isioma Daniel
Mamuda Aliyu Shinkafi, governatore dello Stato nigeriano di Zamfara proclamò una fatwā nel novembre 2002 per condannare a morte la giornalista Isioma Daniel, rea a suo giudizio di aver suggerito che Maometto avrebbe potuto scegliere la moglie dalla gara per Miss Mondo. Altre autorità musulmane hanno contestato la validità della fatwa.

### Jerry Falwell
In una intervista il pastore protestante statunitense Jerry Falwell affermò
(60 Minutes del 30 settembre 2002)
Il venerdì successivo Mohammad Mojtahed Shabestari, portavoce dell'Ayatollah Ali Khamenei proclamò una fatwa in cui affermava che Falwell è

### Taslima Nasreen
Nel 1993 fondamentalisti del Bangladesh hanno proclamato una fatwa simile a quella di Rushdie contro Taslima Nasreen per una serie di articoli giornalistici in cui Taslima criticava il trattamento riservato alle donne dall'Islam. L'anno successivo scrisse Lajja (Vergogna) in cui descrive gli abusi verso donne e minoranze.
Furono avanzate richieste di condanne a morte contro la sua persona ed ebbe il passaporto confiscato. Temendo una pena detentiva, con il rischio di essere uccisa in carcere, riuscì a fuggire dal suo paese e, passando per Calcutta, si rifugiò in Svezia dove le fu riconosciuto il diritto di asilo. Oggi vive a Parigi.

### Ali Reza Payam Sistany e Sayed Mir Hussein Mahdavi
Il consiglio degli Ulema in Afghanistan il 17 luglio 2003 ha pronunciato una fatwā di condanna a morte per Ali Reza Payam Sistany e Sayed Mir Hussein Mahdavi dopo la pubblicazione di un loro articolo su un periodico afgano intitolato Il santo fascismo fortemente critico verso l'Islam.

### Sayed Perwiz Kambakhsh
Sayed Perwiz Kambakhsh, ventitreenne giornalista afgano, il 23 gennaio 2008 è stato condannato a morte da un tribunale del suo paese per oltraggio all'Islam per aver diffuso un articolo scaricato da Web dove si afferma che il profeta Maometto ignorava i diritti delle donne.

### Salman Rushdie
Una delle più note fatwā è stata proclamata per radio il 14 febbraio 1989 dall'Ayatollah Ruhollah Khomeini ai danni di Salman Rushdie, colpevole di aver scritto il libro I versi satanici, una storia fantastica ma chiaramente allusiva nei confronti della figura di Maometto, che fu giudicata nondimeno blasfema. In realtà, anche se ricordata come tale, il pronunciamento contro Rushdie non aveva gli aspetti formali che permettono di classificarlo come fatwā (fu Olivier Roy, tre giorni dopo, su Le Monde, a utilizzare il termine, che poi si affermò impropriamente nel lessico giornalistico). Il 24 settembre 1998, come precondizione per avviare relazioni diplomatiche con il Regno Unito, l'Iran dichiarò che non stava più perseguendo la morte di Rushdie..
I più intransigenti in Iran hanno però sempre continuato a confermarla ed all'inizio del 2005 l'Ayatollah Ali Khamenei, leader spirituale dell'Iran, l'ha anche ribadita in occasione di un pellegrinaggio alla Mecca. Inoltre i Pasdaran hanno dichiarato che la condanna a morte è ancora valida. L'Iran, dal canto suo, ha ignorato ogni richiesta di ritiro della fatwā perché solo chi l'ha emessa può ritirarla.
Diverse manifestazioni di violenza sono riconducibili direttamente a questa fatwā:
- Nel 1991 il traduttore giapponese di Rushdie, Hitoshi Igarashi, fu pugnalato a morte a Tokyo, quello italiano malmenato e pugnalato a Milano.
- Nel 1993 William Nygaard, l'editore norvegese di Rushdie, è stato gravemente ferito a colpi di armi da fuoco nel corso di un attentato davanti alla sua casa di Oslo.
- Trentasette ospiti di un hotel di Sivas (Turchia) morirono carbonizzati a causa di un incendio appiccato da dimostranti che manifestavano contro Aziz Nesin, traduttore turco di Rushdie.

### Rafiq Tağı e Samir Sadagatoglu
Il Grande Ayatollah Muhammad Fazel Lankarani il 24 novembre 2006 pronunciò una fatwā di condanna a morte del giornalista azero Rafiq Tağı autore di un articolo critico sulla rivista Senet in cui si afferma che l'Europa e la Cristianità sono superiori in ogni aspetto al Vicino Oriente e all'Islam. Stessa sorte era chiesta anche per il redattore Samir Sadagatoglu. Tağı, riconosciuto colpevole di vilipendio a Maometto ed all'Islam, è stato condannato a 4 anni di prigione.

### Basant Rishad
Basant Rishad, giornalista egiziana nel febbraio 2008 è stata raggiunta da una fatwā come autrice del libro Amore e sesso nella vita di Maometto dove ridimensiona la vita sessuale del profeta dell'Islam mettendo in dubbio quanto tramandato dall'Imam Bukhari, tra i principali autori di ḥadīth.

## Fatwā sul terrorismo

### Fatwā di Osama bin Laden che istiga alla violenza
Nel 1998 Osama bin Laden ed Ayman al-Zawahiri dall'Afghanistan proclamarono una fatwā in nome di al-Qā‘ida affermando che

### Fatwā contro il terrorismo
Il 18 luglio 2005 il British Muslim Forum, con l'appoggio di oltre 500 personalità musulmane britanniche, ricordando che
(Corano, Sūra V:32)
proclamarono una ferma condanna contro ogni atto terroristico

### Fatwā di condanna degli atti terroristici in Spagna
Nel marzo 2005 i musulmani spagnoli hanno proclamato una fatwā contro Bin Laden in cui affermano che ha abbandonato la religione e chiedono agli altri musulmani ad associarsi al loro proclama. Il loro appello è stato raccolto nel luglio del 2005 dal Fiqh Council of North America, un consiglio di governo che proclamò una fatwā contro i fiancheggiatori dei gruppi terroristici (Istihlal).

## Altre fatwā

### Fatwā sulla circoncisione e le mutilazioni genitali femminili
Nel 1949, 1951 e 1981 l'Università Al-Azhar del Cairo ha emesso e reiterato fatwā favorevoli all'escissione del clitoride.
Nel 1994 anche il Muftī egiziano lo sceicco Jadd al-Haqq Ali Jadd al-Haqq ha promulgato una fatwā che affermava: "La circoncisione è obbligatoria per uomini e donne. Se gli abitanti di un qualsiasi villaggio decidessero di abbandonarla, il [suo] imam dovrà opporsi come se non ascoltassero più l'invocazione alla preghiera.
Nel marzo 2005 Ahmed Talib, Presidente della facoltà di Shari'a sempre all'Università al-Azhar, ha invece affermato: "Tutte le forme di circoncisione e mutilazione femminili sono crimini e non hanno niente a che vedere con l'Islam. Sia che essa preveda la rimozione della pelle o il taglio della carne degli organi genitali femminili [...] non è un obbligo nell'Islam.

### Fatwa sulla cola
L'11 settembre 1951 il Muftī egiziano Hasanayn al-Makhluf ha sentenziato che il consumo di Coca-Cola e Pepsi-Cola è ammesso dalla Shari'a, in quanto le suddette bibite non contengono narcotici, alcol né pepsina.